# Senegal en los Juegos Olímpicos de Tokio 1964
Senegal estuvo representado en los Juegos Olímpicos de Tokio 1964 por un total de 12 deportistas masculinos que compitieron en atletismo.
El equipo olímpico senegalés no obtuvo ninguna medalla en estos Juegos.